# Fama M’Boup
Fama Olivia M’Boup (* 2. Mai 1994 in Berlin-Kreuzberg) ist eine deutsch-senegalesische Sängerin, Songwriterin und Komponistin, die sich vor allem in den Bereichen Vokalmusik, Loops, Jazz und experimentelle Musik bewegt. Sie lebt in Berlin.

## Leben
Fama M’Boup wurde 1994 in Berlin als Tochter einer deutschen Grundschullehrerin und des senegalesischen Trommlers Madiakhaté M’Boup (Bruder des Orchestra-Baobab-Begründers Laye M’Boup) geboren. Somit ist sie selbst eine Griot. Sie sang schon früh in verschiedenen Chören und spielte Klarinette. Später wechselte sie zum Gesang und war Teil der Studienvorbereitenden Ausbildung an der Musikschule Tempelhof-Schöneberg. Dort hatte sie Unterricht bei Andreas Schmidt und Martina Gebhardt. 2012 absolvierte sie das Abitur am Beethoven-Gymnasium Berlin-Lankwitz.
Von 2013 bis 2018 studierte sie an der Hochschule für Musik Carl-Maria von Weber Dresden Jazz-, Rock-, Popgesang bei Céline Rudolph, Esther Kaiser, Eleanor Forbes, Tom Götze und Thomas Zoller. In dieser Zeit nahm sie an verschiedenen Projekten und Workshops unter anderem mit Jerry Granelly, Jay Clayton und Tord Gustavsen teil. Nach dem zweiten Studienjahr verbrachte sie einige Zeit bei ihrer Familie in Dakar. Dort lebte sie in einem der ältesten Stadtviertel, der Medina. Von 2019 bis 2021 studierte sie im Rahmen des European Jazz Masters am Jazzinstitut Berlin und am Rytmisk Musikkonservatorium in Kopenhagen. Seit Herbst 2021 hat sie einen Lehrauftrag am Jazzinstitut Berlin.

## Verschiedene Projekte
Von 2016 bis 2019 war Fama M’Boup Host ihres Podcasts *jardin, für den sie Musiker wie Julia Kadel, Erik Leuthäuser, Steffen Roth, Laura Totenhagen, Dora Osterloh, Zola Mennenöh, Marc Doffey und andere interviewte.

### Olicía
2018 gründete sie mit der Vokalistin Anna-Lucia Rupp das Duo Olicía. Im selben Jahre erschien ihre Debüt-EP OLICÍA. Im darauffolgenden Jahr spielte Olicía europaweit Konzerte und veröffentlichte die Collaboration EP LAYERS auf Vinyl, die eigene Songs sowie Remixes von Producern enthält. 2021 feierte Olicía den Release ihres Debüt-Albums LIQUID LINES, das in zwei Versionen auf CD und Vinyl erschien und für das sie unter anderem mit Demian Kappenstein (ÄTNA, Masaa), Wencke Wollny (Karl die Große), Bertram Burkert und Laura Perrudin zusammenarbeiteten. Im selben Jahr spielten sie als Vorband für Sophie Hunger im Columbiatheater Berlin.
Anna-Lucia Rupp und Fama M’Boup sind gemeinsam Gründerinnen des Labels o-cetera.

### In June
Fama M’Boup gründete 2022 ihr Vokalquartett in June mit Anna-Lucia Rupp, Liv Sindler und Moritz Klatt, für das sie komponiert. Inzwischen ist außerdem der Schlagzeuger Johann Gottschling Teil des Projekts. Mit diesem war sie 2021 mit ihren Kompositionen Teil des Festivals Young Euro Classics im Konzerthaus Berlin. Die künstlerische Leitung hatte die Pianistin Clara Haberkamp inne. Ihr Debüt-Album mit in June erschien im Sommer 2022 mit dazugehörigem Buch.

### Andere Kollaborationen
Unter dem Namen cocotá spielt Fama M’Boup im Duo mit dem Dresdner Gitarristen Christian Stoltz.
Im elf Episoden umfassenden YouTube Format Make A Move Show unter der Regie von Marti Fischer hatte sie die Kategorie „Loop Selection“ inne und präsentierte als Solokünstlerin in jeder Folge einen Song nur mit Stimme, Loops und Keys.
Im Sommer 2021 und 2022 war sie Teil des Chors von Sophie Hungers Halluzinationen Tour durch Deutschland, Österreich, Luxemburg und die Schweiz.
2023 war sie Gast auf DOTAs Album „In den Fernsten der Fernen“, dem zweiten Album mit Vertonungen der Gedichte von Mascha Kaleko.
Seit 2020 ist Fama M’Boup Teil des Vokalprojekts B O D I E S der Songwriterin und Komponistin Kat Frankie auf Tour und trat unter anderem im RBB Sendesaal Berlin, der Elbphilharmonie Hamburg, der Isarphilharmonie München und weiteren renommierten Konzerthäusern auf auf. Sie ist außerdem auf Kat Frankies fünftem Studioalbum als Featuregast vertreten.
Gemeinsam mit Of Cabbages and Kings und Lauren Kinsella war sie 2024 bei der Internationalen Jazzwoche Burghausen zu hören. Auch trat sie im Ensemble O. mit den Sängerinnen Dora Osterloh, Friederike Merz und Laura Winkler auf.

## Diskografie
- 2024, single, o-cetera Olicía – Hidden Portraits

- 2023, single, Grönland Records B O D I E S – Holding On
- 2023, EP, o-cetera cocotá – silent invasion
- 2023, single, o-cetera Olicía – Bloom
- 2023, single, Kleingeldprinzessin Records

DOTA ft. Fama M’Boup – Ich und Du
- 2023, single, Grönland Records B O D I E S – Joan Didion[15]
- 2023, single, o-cetera  Olicía – Branches
- 2023, single, o-cetera  Olicía – The Frame
- 2022, album, o-cetera Fama M'Boup – in June
- 2022, single, Grönland Records Kat Frankie ft. Fama M’Boup – Love[16]
- 2021, album, o-cetera Olicía – Liquid Lines[17]
- 2020, single, o-cetera  cocotá – Down Down Down[18]
- 2019, EP, o-cetera Olicía – Layers
- 2019, EP, Grönland Records Kat Frankie – B O D I E S[19]
- 2018, single Make A Move ft. Fama M’Boup – Hurrah[20]
- 2018, EP, o-cetera Olicía – Olicía